# Feistritz ob Bleiburg
Feistritz ob Bleiburg (szlovénül: Bistrica pri Pliberku) osztrák mezőváros Karintia Völkermarkti járásában. 2016 januárjában 2141 lakosa volt.

## Elhelyezkedése

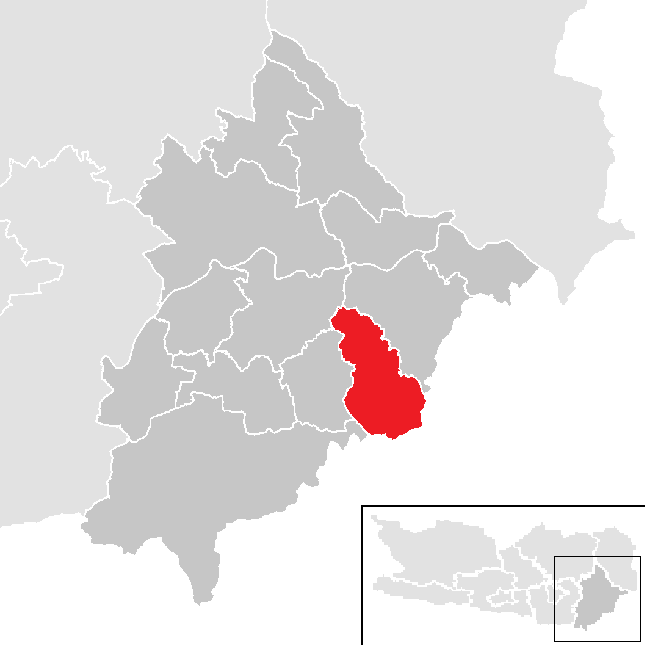
Feistritz ob Bleiburg a Völkermarkti járásban

Feistritz ob Bleiburg Karintia délkeleti részén fekszik a Jauntal völgye és a Karavankák hegyvonulatához tartozó Petzen-masszívum között, közvetlenül a szlovén határ mellett. A területéhez tartozó egyetlen jelentősebb állóvíz a 3,5 hektáros Pirkdorfi-tó. Az önkormányzathoz 15 kisebb-nagyobb falu és településrész tartozik: Dolintschitschach (53), Feistritz ob Bleiburg (295), Gonowetz (332), Hinterlibitsch (47), Hof (225), Lettenstätten (134), Penk (187), Pirkdorf (92), Rischberg (0), Ruttach-Schmelz (14), Sankt Michael ob Bleiburg (463), Tscherberg (92), Unterlibitsch (61), Unterort (104), Winkel (17).
A környező települések: délnyugatra Eisenkappel-Vellach, nyugatra Globasnitz, északnyugatra Eberndorf, északkeletre Bleiburg, keletre Mežica (Szlovénia), délre Črna na Koroškem (Szlovénia). 

## Története

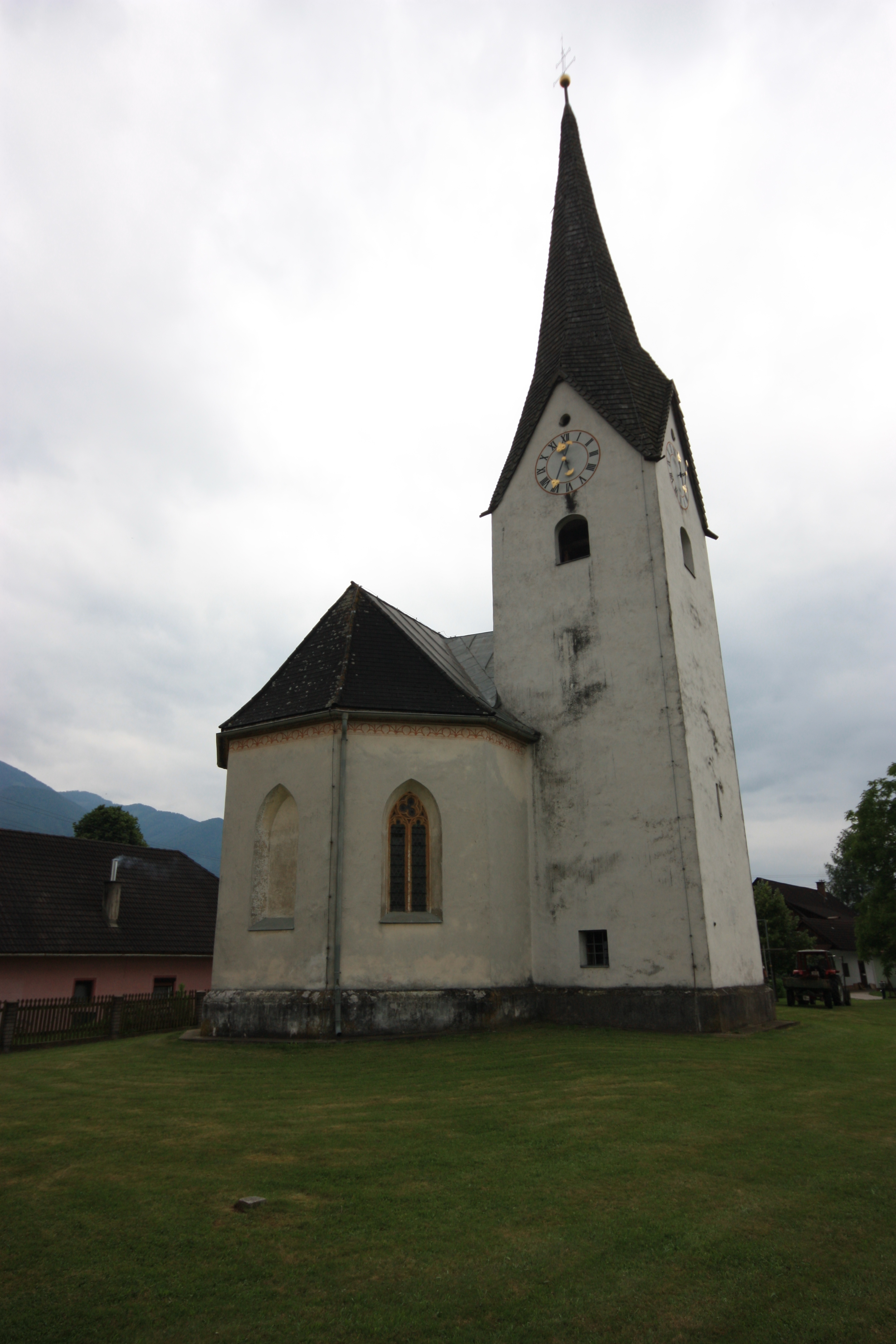
Hof temploma

Feistritz területe az írott történelem előtti időkben is lakott volt, erről tanúskodik az urnamezős kultúra bronzeszköze i.e. 1000-ből, a hallstatti kultúra sírjai, egy i.e. 7-5. századi erődített település maradványai és egy római út. 
Az írott forrásokban először 1261-ben szerepel Veustricz formában. A törökök 1473-as első betörésükkor Pirkdorfban állították fel a fő táborukat. 
Az 1850-ben létrehozott önkormányzat területének egy része az első világháború után, 1921-ben Jugoszláviához került. Feistritzet 1973-ban Bleiburghoz csatolták, majd egy népszavazást követően 1991-ben ismét önállóvá vált. 2008-ban mezővárosi rangot kapott. 

## Lakosság
2016 januárjában Feistritz ob Bleiburg lakóinak száma 2141 fő volt, ami gyakorlatilag nem jelent változást a 2001-es 2128 lakoshoz képest. Akkor a helybeliek 96,4%-a osztrák, 1,5%-a boszniai állampolgár volt. 64,5% anyanyelve a német, 32,7%-é a szlovén volt. 92,9% a katolikus, 1,3% az evangélikus, 1,1% az iszlám vallást követte; 2,9% felekezeten kívülinek vallotta magát.

## Látnivalók
- St. Michael ob Bleiburg katolikus plébániatemploma
- St Katharina am Kogel-templom
- Hof Szt. Miklós-temploma

## Fordítás
- Ez a szócikk részben vagy egészben  a   Feistritz ob Bleiburg című német Wikipédia-szócikk ezen változatának fordításán alapul.  Az eredeti cikk szerkesztőit annak laptörténete sorolja fel. Ez a jelzés csupán a megfogalmazás eredetét és a szerzői jogokat jelzi, nem szolgál a cikkben szereplő információk forrásmegjelöléseként.